# Charles Lyon
Charles Harry Lyon (Rocester, 18 marzo 1878 – Ightfield, 3 dicembre 1959) è stato un generale inglese.

## Biografia
Era il figlio maggiore di Charles William Lyon, e di sua moglie Florence. Suo padre era un produttore di cotone che gestiva un mulino a Rochester ed era stato un giudice di pace.
Sposò Gwenlliam Mary Campbell ed ebbero una figlia, Frances Mary Lyon.

## Carriera militare
Lyon è stato commissionato come sottotenente nel IV (Extra Reserve) Battalion, del North Staffordshire Regiment, nel febbraio 1900, ma due mesi più tardi, nel mese di aprile dello stesso anno, fu trasferito al II battaglione del reggimento ed era al momento in servizio attivo in Sudafrica durante la seconda guerra boera.
Fu promosso a tenente il 19 gennaio 1901. Nel 1903 prese servizio attivo in India, dove divenne aiutante di campo ed è stato promosso a capitano.
Nel 1912 è stato studente al Staff College, Camberley. Dopo aver lasciato lo Staff College, è stato inviato il I Battaglione che era allora in Irlanda ed era ancora con il I Battaglione allo scoppio della prima guerra mondiale. Il battaglione venne mandato in Francia nel mese di settembre. Nel marzo 1915 entrò a far parte del personale del quartier generale e per la fine della guerra raggiunse il grado di maggiore, il brevetto di tenente colonnello e il rango temporaneo di generale di brigata.
Si ritirò nel 1933 con il grado di Generale di brigata. Dopo la prima guerra mondiale, Lyon ha giocato a cricket per i Free Foresters.

## Morte
Dopo il suo ritiro, esercitò si stabilì a Ightfield, nel Shropshire, è diventato un commissario dell'imposta fondiaria per la contea di Shropshire. Morì a Ightfield, il 3 dicembre 1959.